# フィル・プレッシー
フィル・プレッシー（Phillip Michael Pressey、1991年2月17日 - ）は、アメリカ合衆国・テキサス州ダラス出身の元バスケットボール選手、バスケットボール指導者。ポジションはポイントガード。

## 来歴
ダラスの地元の高校から2010年にミズーリ大学に進学。Big-12の3rdチームやSECの1stチームに選出されるなど、ミズーリ大学の主力選手として活躍し、2013年のNBAドラフトにアーリーエントリーを表明したプレッシーだったが、ドラフトではどのチームからも指名を受けることは出来なかった。
プレッシーは同年夏のNBAサマーリーグでボストン・セルティックスの一員として参加し、同月20日にセルティックスと3年契約を締結。主にレイジョン・ロンドの控え役としてプレーしたが、2015年7月15日に解雇された。
2015-16シーズン開幕前のシーズンキャンプにはポートランド・トレイルブレイザーズとユタ・ジャズのキャンプに参加するも、いずれも解雇され、ジャズから放出された際に傘下のアイダホ・スタンピードに送られ、NBAロースター入りを目指すことになる。シーズンが開幕して間もなくフィラデルフィア・76ersと契約したものの、12月4日に解雇され、再びスタンピードでプレーすることになった。
2016年2月20日にフェニックス・サンズと10日間契約を締結。翌日のサンアントニオ・スパーズ戦で早速サンズでの初出場を果たし、3ブロックショットを記録。2013年のネイト・ロビンソン以来の "身長183cm以下の選手が1試合3ブロックショット以上を記録した選手"となった。その後2度目の契約を得たものの、シーズン終了までの契約を勝ち取ることは出来ず、3月12日にアイダホ・スタンピードに復帰した。
8月16日、ゴールデンステート・ウォリアーズとトレーニングキャンプに関する契約を結んだ。10月19日、ロスター争いに敗れウォリアーズを解雇され、傘下のサンタクルーズ・ウォリアーズに送られた。
2017年7月20日、リーガACBのFCバルセロナ・ラッサと契約した。
2022年6月25、引退を表明し、母校であるミズーリ大学のコーチに就任すると発表された。

## 家族
父は元NBA選手のポール・プレッシーで、現役時代は主にミルウォーキー・バックスなどで活躍した。引退後はコーチ業に転じ、各チームでアシスタントコーチを務め、1999年にはサンアントニオ・スパーズでNBAチャンピオンを経験した。